# Мороз Володимир Вікторович
Володимир Вікторович Мороз (нар. 24 жовтня 1967, м. Курахове, Мар'їнський район, Донецька область — пом. 21 квітня 2025) — український державний службовець, політик. Народний депутат України IX скликання від депутатської групи «Відновлення України».
Член Комітету з питань енергетики та житлово-комунальних послуг, голова підкомітету з питань електроенергетики та транспортування електроенергії.

## Життєпис
Закінчив Харківський технічний університет будівництва та архітектури (1996), «Теплогазопостачання, вентиляція і охорона повітряного басейну»; Переяслав-Хмельницький державний педагогічний університет ім. Сковороди (2005), «Економіка підприємства». Служив у армії.
З 1988 — вантажник паливно-транспортного цеху Курахівської ГРЕС.
1989—1992 — електрогазозварник ручної зварки 3-го розряду котельного цеху № 1 Курахівської ГРЕС.
1992—1997 — електрогазозварник ручної зварки 3-го і 4-го розряду котельних та пилепідготовчих цехів ТЕС МПМ «Екологія» у Кураховому.
1997—2000 — заступник директора з постачання АТЗТ «Донагросервіс» (Курахове).
2000—2005 — заступник начальника БМУ «Кураховенергобуд» (Курахове).
2005—2010 — заступник директора ТОВ «Променергобуд» (Курахове).
2010—2014 — заступник міського голови з питань житлово-комунального господарства та благоустрою міста Курахівської міської ради.
З грудня 2014 — голова Мар'їнської райдержадміністрації. Також очолював районний осередок партійної організації «Блок Петра Порошенка „Солідарність“».

З вересня 2016 — голова Мар'їнської райдержадміністрації, керівник районної військово-цивільної адміністрації.
Кандидат у народні депутати на парламентських виборах 2019 року від партії ОПЗЖ (в.о. № 59, міста Вугледар, Новогродівка, Селидове, Великоновосілківський, Мар'їнський райони). На час виборів: голова Мар'їнської райдержадміністрації, член партії «ОПЗЖ». Жив у Кураховому. 2020 року був співініціатором подання до Конституційного суду щодо відповідності Конституції низки положень антикорупційного законодавства, завдяки рішенню суду відповідальність за недостовірне декларування та саме електронне декларування було скасовано.
2022 року, після заборони ОПЗЖ, перейшов до новоствореної групи «Відновлення України».
Помер 21 квітня 2025 року.

## Особисте життя
Мав дочку і сина.